# Voices (Hall & Oates)
Voices è il nono album in studio del duo musicale statunitense Hall & Oates, pubblicato nel 1980.

## Descrizione
Nel 1981 venne pubblicata una versione per il mercato giapponese con due bonus track, remix di due brani già inclusi. Il brano Everytime You Go Away venne portato al successo nel 1985 grazie a una cover di Paul Young.

## Tracce
Edizione internazionale
1. How Does It Feel to Be Back (John Oates) - 4:35
2. Big Kids (Daryl Hall, Oates) - 3:40
3. United State (Hall, Oates) - 3:08
4. Hard to Be in Love with You (Hall, Neil Jason, Oates) - 3:38
5. Kiss on My List (Janna Allen, Hall) - 4:25
6. Gotta Lotta Nerve (Perfect Perfect) (Sara Allen, Hall, Oates) - 3:37
7. You've Lost that Lovin' Feelin' (Barry Mann, Phil Spector, Cynthia Weil) -  4:37
8. You Make My Dreams (S. Allen, Hall, Oates) - 3:11
9. Everytime You Go Away (Hall, Oates) - 5:23
10. Africa (Oates) - 3:39
11. Diddy Doo Wop (I Hear the Voices) (Hall, Oates) - 3:43

Edizione Giappone
1. How Does It Feel to Be Back (John Oates) - 4:35
2. Big Kids (Daryl Hall, Oates) - 3:40
3. United State (Hall, Oates) - 3:08
4. Hard to Be in Love with You (Hall, Neil Jason, Oates) - 3:38
5. Kiss on My List (Janna Allen, Hall) - 4:25
6. Gotta Lotta Nerve (Perfect Perfect) (Sara Allen, Hall, Oates) - 3:37
7. You've Lost that Lovin' Feelin' (Barry Mann, Phil Spector, Cynthia Weil) -  4:37
8. You Make My Dreams (S. Allen, Hall, Oates) - 3:11
9. Everytime You Go Away (Hall, Oates) - 5:23
10. Africa (Oates) - 3:39
11. Diddy Doo Wop (I Hear the Voices) (Hall, Oates) - 3:43
12. Kiss on My List (Remix) -  541
13. Everytime You Go Away (Remix) - 5:06

## Crediti

### Musicisti
- Daryl Hall: voce, cori, ARP, chitarra, mandolino sintetizzatore, tastiera, vocoder, percussioni
- John Oates: voce, cori, programmazione, batteria elettronica, chitarra 6 corde, chitarra 12 corde, percussioni
- G.E. Smith: chitarre
- John Siegler: basso
- Jerry Marotta: batteria
- Chuck Burgi: batteria, percussioni
- Jeff Southworth: chitarra
- Ralph Schuckett: organo Hammond
- Mike Klvana: sintetizzatore
- Charlie DeChant: sax

### Personale tecnico
- Daryl Hall & John Oates: produzione
- Neil Kernon & Bruce Tergeson: suono
- Jon Smith & John Palermo: assistenti suono
- Neil Kernon: missaggio
- Registrato al The Hit Factory Studio e agli Electric Lady Studio di New York